# Estação General Urquiza
A Estação General Urquiza é uma das estações do Metro de Buenos Aires, situada em Buenos Aires, entre a Estação Pichincha e a Estação Boedo. Faz parte da Linha E.
Foi inaugurada em 20 de junho de 1944. Localiza-se no cruzamento da Avenida San Juan com a Rua General Urquiza. Atende o bairro de San Cristóbal.